# 中華民國99年度全國羽球團體錦標賽
中華民國全國羽球團體錦標賽，是中華民國國內最高級別的羽毛球團體比賽，每場賽事分別以男子單打、女子單打、男子雙打、女子雙打和混合雙打5個項目依序競賽，採5戰3勝制，先贏3點者勝出。本屆賽事於2010年5月26日-30日在桃園縣桃園縣立體育館舉行。

## 項目獎牌榜
以下為各項目的優勝團體名單 ：
| 項目       | 第一名        | 第二名           | 第三名    | 第四名        |
| ---------- | ------------- | ---------------- | --------- | ------------- |
| 男子甲組   | 合作金庫銀行A | 土地銀行A        | 亞柏羽球  | 合作金庫銀行B |
| 女子甲組   | 合作金庫銀行A | 土地銀行隊       | 台灣電力  |               |
| 男子乙組   | 北體          | 嘉義大學         | 臺灣體院  | 彰化師大      |
| 女子乙組   | 新莊高中      | 台北市立大同高中 | 新豐高中  | 嘉義高工      |
| 高中男生組 | 高雄中學A     | 西苑高中A        | 新豐高中  | 基隆高中      |
| 國中男生組 | 西湖國中      | 英明國中A        | 西苑高中A | 豐原國中A     |
| 國中女生組 | 北市大同A     | 豐原國中A        | 安溪國中  | 高市三民      |
| 國小男生組 | 高市民權      | 瑞埔國小         | 獅湖國小  | 大鵬國小      |
| 國小女生組 | 獅湖國小      | 永吉國小         | 長春國小  | 瑞埔國小      |

## 外部連結
- 中華民國羽球協會（页面存档备份，存于）